# Îles Mitsio
Les îles Mitsio sont un petit archipel situé au nord-ouest de Madagascar, dans le canal du Mozambique. Les seules îles habitées sont Nosy Mitsio et Tsarabanjina (en).